# Hleb Dudarau
Hleb Aljaksandrawitsch Dudarau (belarussisch Глеб Аляксандравіч Дударау, englisch Gleb Aliaksandravich Dudarev; * 17. Oktober 1996) ist ein belarussischer Leichtathlet, der sich auf den Hammerwurf spezialisiert hat.

## Sportliche Laufbahn
Erste internationale Erfahrungen sammelte Hleb Dudarau im Jahr 2015 bei den Junioreneuropameisterschaften in Eskilstuna, bei denen er mit dem 6-kg-Hammer mit einer Weite von 72,82 m den neunten Platz belegte. 2018 nahm er erstmals an den Europameisterschaften in Berlin teil, schied dort aber mit 72,19 m in der Qualifikation aus. Im Jahr darauf erreichte er bei der Sommer-Universiade in Neapel mit 72,35 m Rang vier und qualifizierte sich zudem für die Weltmeisterschaften Anfang Oktober in Doha, bei denen er mit einem Wurf auf 76,00 m im Finale den achten Platz belegte. 2021 nahm er an den Olympischen Spielen in Tokio teil, verpasste dort aber mit 71,60 m den Finaleinzug.
2019 wurde Dudarau belarussischer Meister im Hammerwurf. Er ist Student an der University of Kansas.